# Boris Jakowlewitsch Seldowitsch

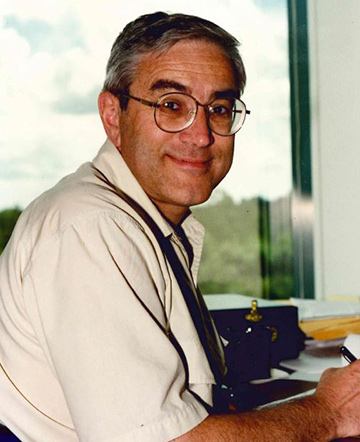
Boris Jakowlewitsch Seldowitsch

Boris Jakowlewitsch Seldowitsch (russisch Борис Яковлевич Зельдович, englische Transkription Boris Y. Zel'dovich; * 23. April 1944 in Moskau; † 16. Dezember 2018) war ein russischer Physiker, der sich mit (nichtlinearer) Optik befasste.
Er war der Sohn des berühmten russischen Physikers Jakow Borissowitsch Seldowitsch und dessen Ehefrau Warwara Pawlowna Konstaninowa.
Seldowitsch studierte an der Lomonossow-Universität mit dem Abschluss 1966 und setzte sein Studium am Institut für Theoretische und Experimentelle Physik fort. 1969 wurde er promoviert. Er habilitierte sich 1981 (russischer Doktortitel) am Lebedew-Institut. Er war dort leitender Wissenschaftler. 1991 ging er an die Staatliche Universität Südural, wo er ein Optik-Labor gründete. Seit 1994 war er Professor für Physik und Optik an der University of Central Florida.
Seldowitsch ist Mitentdecker der Optischen Phasenkonjugation (OPC) in einem Experiment zur rückwärtigen stimulierten Brillouin-Streuung 1972.
Außerdem sagte er die sehr große optische Nichtlinearität von Flüssigkristallen vorher und wies die Vorhersage in den 1980er Jahren experimentell nach. Weitere Forschungen betrafen die nichtlineare Wechselwirkung von Licht in photoreaktiven Kristallen und Polare Asymmetrie von Lichtfeldern.
Er war seit 1987 korrespondierendes Mitglied der Sowjetischen Akademie der Wissenschaften.
1983 erhielt er den Staatspreis der UdSSR. 1997 erhielt er den Max Born Award der Optical Society of America, deren Fellow er war.

## Schriften
- mit Nikolai Pilipetskii, Vladimir Shkunov Principles of phase conjugation, Springer Series in Optical Sciences, Band 42, 1985 (russisches Original bei Nauka, Moskau 1985)